# Пам'ятник лабораторній мишці
Пам'ятник лабораторній мишці — пам'ятник в новосибірському Академмістечку, розташований у сквері біля Інституту цитології і генетики (ІЦіГ) Сибірського відділення РАН. Пам'ятник відкрито 1 липня 2013 року, відкриття приурочено до 120-річчя Новосибірська.
За словами директора інституту академіка Миколи Колчанова, пам'ятник символізує подяку тварині за те, що людство має можливість використовувати мишей для вивчення генів тварин, молекулярних та фізичних механізмів захворювань, розробки нових ліків.

## Опис пам'ятника

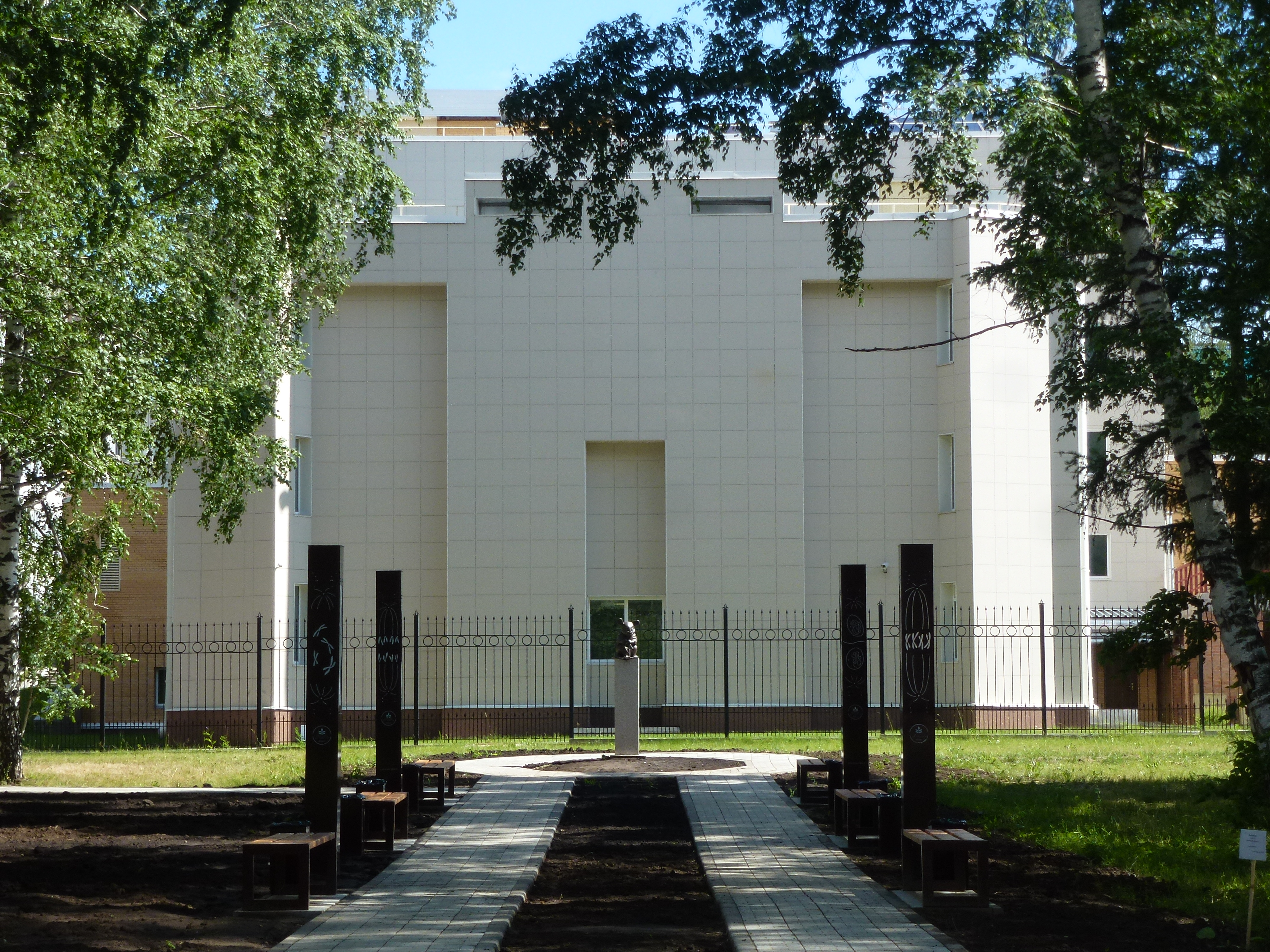
Алея з пам'ятником

Пам'ятник зображає лабораторну мишку в окулярах, зсунутих на кінчик носа, яка сидить на гранітному постаменті. Мишка тримає в лапках спиці і в'яже подвійну спіраль ДНК.
Висота бронзової фігурки миші — 70 см, загальна висота пам'ятника з постаментом — 2,5 м. Варто відзначити, що спіраль, яка виходить з-під спиць миші, є лівозакрученою (так звана Z-форма, вона ще мало вивчена, таким чином, є простір для розвитку наукової думки), тоді як основні форми ДНК — правозакручені. Саме про них і розповідають в школі, тому школярам під час екскурсій до пам'ятника часто задають питання: що незвичайного вони помічають в спіралі ДНК, зображеній на пам'ятнику?

## Історія створення
Перший камінь у фундамент пам'ятника був закладений 1 червня 2012 року на честь 55-річчя від дня заснування Інституту цитології і генетики. Над образом миші працював новосибірський художник Андрій Харкевич, який створив більше десяти ескізів. Серед різних варіантів класичного і стилізованого зображення тварини була обрана мишка, яка в'яже на спицях спіраль ДНК.
Скульптор Олексій Агриколянський втілив ідею в життя, зізнаючись, що зробити це було нелегко, оскільки миша — це все-таки не людина, і для неї потрібно було вигадувати емоції, характер, знайти щось середнє між мультиплікаційним персонажем і справжньою мишею, до того ж, дотримуючись її анатомічних параметрів.
Скульптура відлита з бронзи в Томську майстром Максимом Петровим.
Скульптура встановлена Інститутом цитології і генетики СВ РАН за фінансової участі ЗАТ «Медико-біологічний союз» і ТОВ «Діаем».
Технічним директором проекту благоустрою території був заступник директора ІЦіГ СО РАН Сергій Лаврюшев.

## Популярність
У 2013 році проект, пов'язаний з PR-стратегією по просуванню пам'ятника «Миша, котра в'яже ДНК», став переможцем регіонального етапу Національної премії в області розвитку суспільних зв'язків Срібний лучник- Сибір. У 2014 році брав участь в фіналі федерального етапу конкурсу в номінації «Кращий проект в області просування технологій майбутнього».
В ефірі телегри Першого каналу «Поле чудес» від 15 квітня 2016 року пролунало питання про пам'ятник.